# إنوس سلوتر
إنوس سلوتر (بالإنجليزية: Enos Slaughter) هو لاعب كرة قاعدة أمريكي، ولد في 27 أبريل 1916 في مقاطعة بيرسون في الولايات المتحدة، وتوفي في 12 أغسطس 2002 في درم في الولايات المتحدة بسبب لمفوما.

## وصلات خارجية
- إنوس سلوتر على موقعبيزبول رفرنس.كوم (الدوري الرئيسي) (الإنجليزية)
- إنوس سلوتر على موقعبيزبول رفرنس.كوم (الدوري الثانوي) (الإنجليزية)
- إنوس سلوتر على موقع مشجعي الرسوم البيانية (الإنجليزية)
- إنوس سلوتر على موقع قاعة مشاهير كرة القاعدة (الإنجليزية)
- إنوس سلوتر على موقع قاعة كارولاينا الشمالية للمشاهير الرياضية (الإنجليزية)